# Theta Octantis
Theta Octantis (θ Octantis, förkortat Theta Oct, θ Oct) som är stjärnans Bayerbeteckning, är en ensam stjärna belägen i den yttre delen av stjärnbilden Oktanten. Den har en skenbar magnitud på 4,78 och är synlig för blotta ögat där ljusföroreningar ej förekommer. Baserat på parallaxmätning inom Hipparcosuppdraget på ca 15,0 mas, beräknas den befinna sig på ett avstånd på ca 217 ljusår (ca 67 parsek) från solen.

## Egenskaper
Theta Octantis är en orange till röd jättestjärna av spektralklass K3 III. Den har en massa som är omkring 20 procent större än solens massa, en radie som är ca 15 gånger större än solens och utsänder från dess fotosfär ca 87 gånger mera energi än solen vid en effektiv temperatur på ca 4 200 K.